# ويليام بارنتز
ويليم بارنتس (حوالي 1550 – 20 يونيو 1597)، هو ملاح وراسم خرائط ومستكشف هولندي، عُرف أيضاً باسم ويليام بارنتس أو بارنتز بالإنجليزية.
قاد بارنتس ثلاث بعثات استكشافية إلى أقصى الشمال بحثًا عن الممر الشمالي الشرقي. ووصل في أول رحلتين إلى مناطق نوفايا زيمليا وبحر كارا، لكنه اضطر للانسحاب في كلتا المرتين بسبب الجليد. أما في البعثة الثالثة، فقد اكتشف هو وطاقمه جزر سبيتسبيرجن وجزيرة الدب، إلا أنهم تقطعت بهم السبل في نوفايا زيمليا لما يقارب عامًا. توفي بارنتس أثناء عودته من تلك الرحلة في عام 1597.
سُمي بحر بارنتس وعدد من المواقع الأخرى تكريمًا له.

## روابط خارجية
- ويليام بارنتز على موقع الموسوعة البريطانية (الإنجليزية)
- ويليام بارنتز على موقع إن إن دي بي (الإنجليزية)